# Leonor Pérez Martínez
Leonor Pérez Martínez (Ciudad de México) es una científica e investigadora mexicana, jefa del departamento de medicina molecular y bioprocesos del Instituto de Biotecnología de la Universidad Nacional Autónoma de México (UNAM).

## Trayectoria
Obtuvo una licenciatura en biología en la Facultad de Ciencias de la UNAM en 1986; maestría en ciencias por el Instituto Weizmann de Ciencias en Israel en 1988 y un doctorado en ciencias con especialidad en biología celular por el Instituto Friedrich Miescher, en Basilea, Suiza  en 1993.  
Forma parte de la Academia de Ciencias de Morelos desde 2018. Además ha participado en la revista de divulgación de la UNAM (Biotecnología en movimiento), así como en la revista Ciencias de la Academia Mexicana de Ciencias (AMC).

## Líneas de investigación
Su área de investigación es el neurodesarrollo, con particular interés en el estudio de los procesos moleculares particularmente enfocados en obesidad infantil y el entendimiento de la relación existente entre el Alzheimer y los procesos inflamatorios.

## Publicaciones
Es autora de 48 publicaciones de investigación científica. Sus trabajos han sido publicados en revistas como Proceedings of the National Academy of Sciences (PNAS), USA, Journal of Neuroscience, Immunological Reviews, Journal of Neurochemistry, Journal of Molecular Endocrinology, los más actuales son:
1. Licea-Cejudo, R. C. Arenas-Sandoval, L. K. Salazar-León, J. Martínez-Martínez, M. V. Carreón-Rodríguez, A. Pedraza-Alva, G. Pérez-Martínez, L. 2020. A dysfunctional family environment and a high body fat percentage negatively affect telomere length in Mexican boys aged 8-10 years Acta Paediatrica, 109, 2091-2098.
2. Sánchez, N. C. Medrano-Jiménez, E. Aguilar-León, D. Pérez-Martínez, L. Pedraza-Alva, G. 2020. Tumor Necrosis Factor-Induced miR-146a Upregulation Promotes Human Lung Adenocarcinoma Metastasis by Targeting Merlin DNA and Cell Biology, 39, 484-497.

## Premios y reconocimientos
Forma parte del  Sistema Nacional de Investigadores y es socia numeraria de la Sociedad Mexicana de Bioquímica desde 2016. Debido a sus labores de docencia, investigación y difusión de la cultura en 2017 recibió el Reconocimiento Sor Juana Inés de la Cruz y además del reconocimiento al Mérito Universitario por 20 años de servicios a la UNAM.